# X Korpus Cesarstwa Austriackiego
X Korpus Cesarstwa Austriackiego – jeden z korpusów w strukturze organizacyjnej armii Cesarstwa Austriackiego. Brał udział m.in. w wojnie siedmiotygodniowej (na froncie północnym).

## Skład w 1866
Jego dowódcą był feldmarszałek-porucznik Ludwik von Gablenz.
Korpus składał się z następujących oddziałów i pododdziałów:
- brygada piechoty (dowódca generał-major Fryderyk von Mondel),
- brygada piechoty (dowódca płk Georg Grivicics),
- brygada kombinowana (dowódca generał-major Albert Knebel von Treuenschwert),
  - 2 pułki piechoty,
  - 4 szwadrony 6 Pułku Kirasjerów księcia von Hessen,
  - 5 szwadronów 8 Pułku Ułanów Cesarza Meksyku,
  - 1 bateria artylerii 4-funtowa z 6 Pułku Artylerii Konnej.